# Mahdi Moradi Gandże
Mahdi Moradi Gandże (pers. مهدی مرادی گنجه; ur. 27 lipca 1964) – irański zapaśnik w stylu klasycznym. Olimpijczyk z Seulu 1988, gdzie odpadł w eliminacjach w wadze 82 kg.